# Сельское поселение «Село Брынь» (Сухиничский район)
Се́льское поселе́ние «Село Брынь» — муниципальное образование в Сухиничском районе Калужской области Российской Федерации.
Административный центр — село Брынь.

## История
Статус и границы сельского поселения установлены Законом Калужской области от 1 ноября 2004 года № 369-ОЗ «Об установлении границ муниципальных образований, расположенных на территории административно-территориальных единиц "Думиничский район", "Кировский район", "Медынский район", "Перемышльский район", "Сухиничский район", "Тарусский район", "Юхновский район", и наделении их статусом городского поселения, сельского поселения, муниципального района».

## Население
| 2010 | 2012 | 2013 | 2014 | 2015 | 2016 | 2017 |
| ---- | ---- | ---- | ---- | ---- | ---- | ---- |
| 647  | ↘633 | ↘631 | ↘597 | ↘591 | ↘582 | ↗588 |
| 2018 | 2019 | 2020 | 2021 |      |      |      |
| ↘569 | ↘565 | ↘557 | ↘531 |      |      |      |

## Состав сельского поселения
| №  | Населённый пункт | Тип населённого пункта       | Население |
| -- | ---------------- | ---------------------------- | --------- |
| 1  | Бариново         | деревня                      | ↗12       |
| 2  | Богородицкое     | деревня                      | →12       |
| 3  | Брынь            | село, административный центр | ↗431      |
| 4  | Веребьево        | деревня                      | ↗13       |
| 5  | Кириллово        | село                         | ↘6        |
| 6  | Куклино          | деревня                      | ↗6        |
| 7  | Острогубово      | деревня                      | ↗29       |
| 8  | Охотное          | село                         | ↘46       |
| 9  | Попково          | село                         | ↗84       |
| 10 | Тешилово         | деревня                      | ↘8        |